# Den galna jakten på ringen
Den galna jakten på ringen (engelska: What's The Worst That Could Happen?) är en amerikansk komedifilm från 2001 i regi av Sam Weisman, med Martin Lawrence, Danny DeVito, John Leguizamo och Glenne Headly i rollerna.

## Rollista
| Martin Lawrence  | – Kevin Caffery         |
| Danny DeVito     | – Max Fairbanks         |
| John Leguizamo   | – Berger                |
| Glenne Headly    | – Gloria Sidell         |
| Carmen Ejogo     | – Amber Belhaven        |
| Bernie Mac       | – Uncle Jack            |
| Larry Miller     | – Earl Radburn          |
| Nora Dunn        | – Lutetia Fairbanks     |
| Richard Schiff   | – Walter Greenbaum      |
| William Fichtner | – Detective Alex Tardio |
| Ana Gasteyer     | – Ann Marie             |
| Sascha Knopf     | – Tracey Kimberly       |
| Siobhan Fallon   | – Edwina                |
| GQ               | – Shelly Nix            |
| Lenny Clarke     | – Windham               |